# Rodrigo Menezes
Rodrigo António de Lucena Cardoso de Menezes (Lisboa, Alvalade, 12 de março de 1974 – Oeiras, Porto Salvo, 4 de outubro de 2014) foi um ator e cantor português.

## Carreira
Ator de televisão, começou a fazer novelas participando em A Lenda da Garça (1999) (RTP1) e Ganância (2001) (SIC). Participou nas telenovelas da TVI: Saber Amar (2003), Morangos com Açúcar (2003), Queridas Feras (2003), Mistura Fina (2004), Fala-me de Amor (2006), Doce Fugitiva (2006), A Outra (2008), Flor do Mar (2008) e Meu Amor (2009). 
Surge como protagonista na novela Remédio Santo (2011) e em Destinos Cruzados (2013) ambas na TVI. O seu último trabalho televisivo foi a novela O Beijo do Escorpião, da TVI, em 2014. Participou também em vários projetos musicais, como Planeta Pop e Mundo Da Fantasia, ambos com Cláudia Vieira, Pedro Teixeira e Rita Viegas. É de salientar a prestação que obteve em teatro, muito apreciada pelos críticos, com a peça "Acredita, Estou Possuído" onde contracenou com nomes como Victor Espadinha, Sylvie Dias e Diogo Morgado.

## Vida pessoal
Era o filho mais novo de José Henrique de Morais Cardoso de Menezes (6 de fevereiro de 1930 – 18 de fevereiro de 1995), bisneto do 1.º Visconde de Margaride e 1.º Conde de Margaride e descendente de Luís, conde de Narbonne-Lara (filho bastardo de Luís XV de França), do seu segundo casamento (12 de agosto de 1976) com Maria Eugénia Maya de Lucena (4 de maio de 1942 – 26 de janeiro de 1997). Era primo em 2.º grau das atrizes Rita Salema e Madalena Brandão e primo em 3.º grau de Miguel Pais do Amaral. Rodrigo Menezes manteve uma relação de cinco anos com a atriz e apresentadora de televisão Diana Chaves.

## Morte
Rodrigo Menezes foi encontrado morto na sua casa. A sua morte, com apenas 40 anos de idade, deveu-se a complicações relacionadas com epilepsia. Para trás, deixou um filho com apenas cinco anos, Afonso Sampaio Cardoso de Menezes (nascido em Lisboa, a 11 de outubro de 2009). 

## Discografia
- Um Amor Não Morre Assim /Vidisco - 2002[4]
- O Meu Amor vai ser só para ti
- O Paraíso És Tu
- Eu não me Arrependo
- Coleção Platina - Vidisco - 2009[4]
- Não Dá p´ra Esquecer
- Vontade de ser Melhor

## Televisão
- A Lenda da Graça (1999-2000) - Jaime
- Ganância (2001) - Daniel
- Saber Amar (2003) - Rodrigo Macedo Vaz
- Morangos com Açúcar (2003-2004) - Gil
- Queridas Feras (2003-2004) - Gil (Participação Especial)
- Mistura Fina (2004-2005) - Dinis Lampreia
- Fala-me de Amor (2006) - Jorge Figueiredo
- Doce Fugitiva (2006-2007) - Leonardo de Noronha
- A Outra (2008) - António Vale
- Flor do Mar (2008-2009) - Filipe Camacho
- Meu Amor (2009-2010) - Cláudio Rodrigues
- Remédio Santo (2012) - Renato Coelho
- Destinos Cruzados (2013-2014) - Lourenço de Andrade
- O Beijo do Escorpião (2014) - Nuno Ramos